# Parafia Nawiedzenia Najświętszej Maryi Panny w Olkowiczach
Parafia Nawiedzenie Najświętszej Maryi Panny w Olkowiczach – rzymskokatolicka parafia znajdująca się w archidiecezji mińsko-mohylewskiej, w dekanacie wilejskim, na Białorusi. Parafia istnieje od drugiej połowy XVIII w. 

## Historia
W 1699 roku zbudowano drewnianą kaplicę. W 1722 roku biskup Alekander Horain, właściciel Olkowicz, wybudował za własne środki drewniany kościół Narodzenia Najświętszej Maryi Panny. Obok świątyni wzniesiono dwupoziomową drewnianą dzwonnicę. W 1761 r. karmelici ufundowali przy kościele szpital. W 1754 r. wybudowano nowy kościół w stylu neoklasycystycznym z sześciokolumnowym portykiem i dwukondygnacyjną wieżą.
W 1886 roku parafia znajdowała się w dekanacie wilejskim diecezji wileńskiej, posiadała 3990 parafian. Posiadała filię w Wiażynie, kaplice w Starzynkach i Obodowcach. W kościele znajdował się słynący cudami obraz Najświętszej Maryi Panny. Proboszczem był ks. Kacper Jakubowski. 
W latach 1887–1905 wybudowano obok starego kościoła nową świątynię z cegły. W 1915 r. proboszczem był ks. Mieczysław Pietrzykowski. 
W 1950 r. świątynia została zamknięta przez władze sowieckie, budynek służył jako spichlerz. W 1969 roku dach kościoła został uszkodzony przez pożar, później został on odremontowany. W 1989 roku budynek został zwrócony Kościołowi katolickiemu i odnowiony.

## Galeria

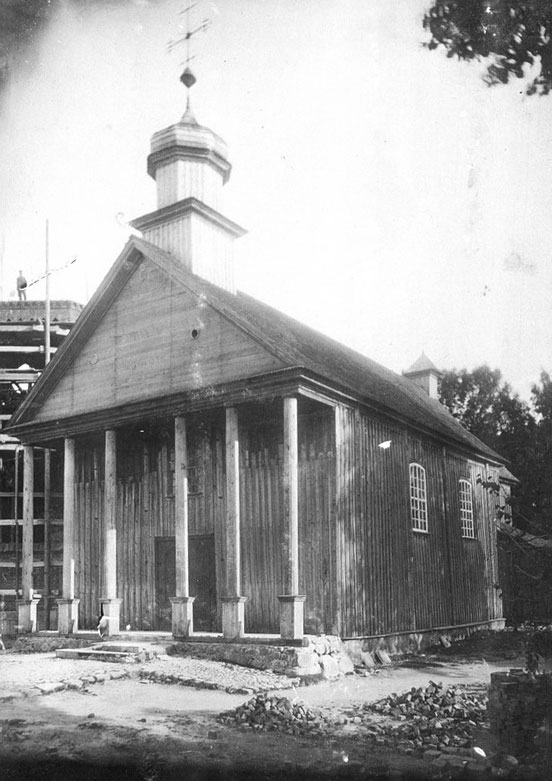
Stary kościół, ok. 1900 r.
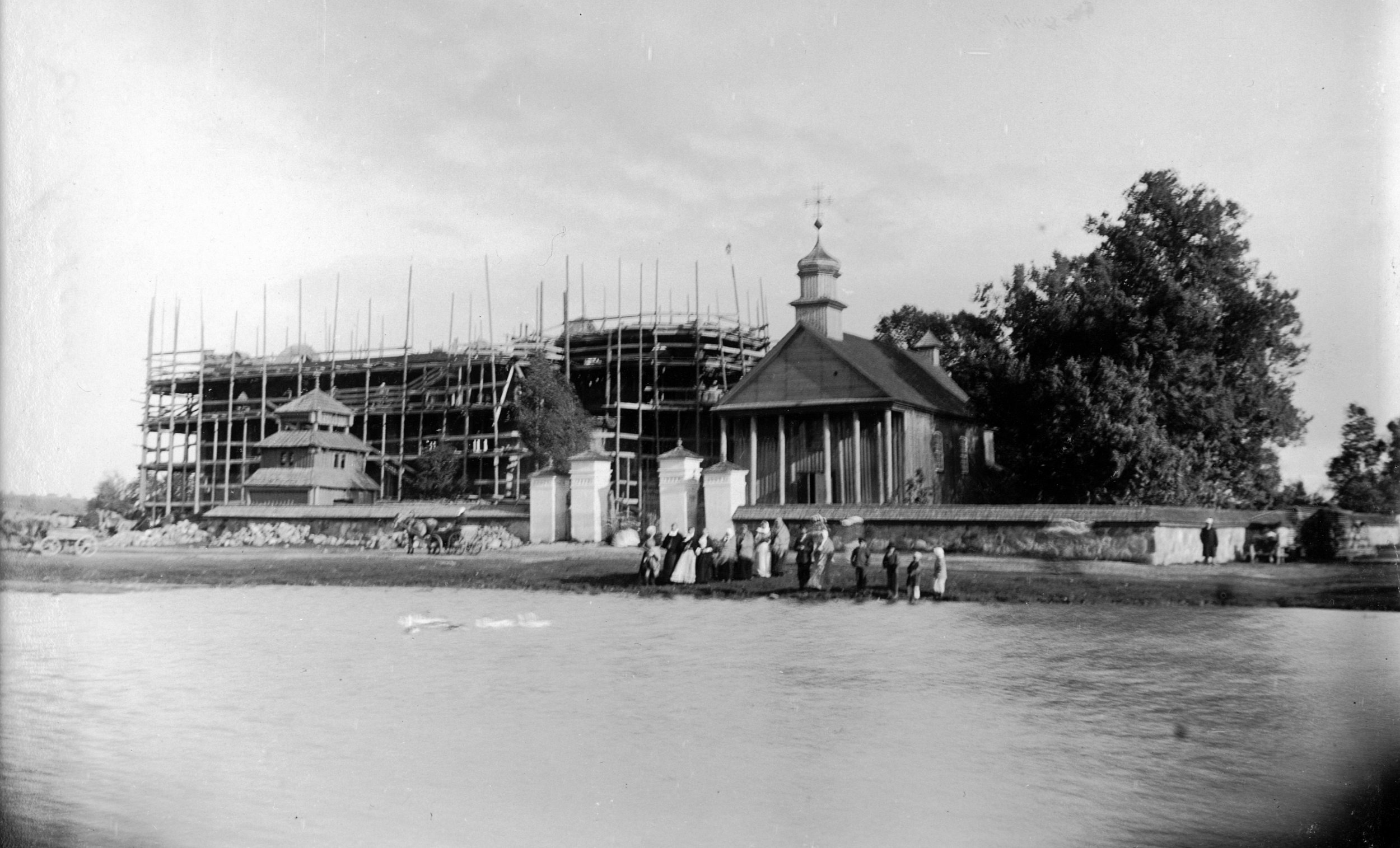
Stary i nowy kościół, ok. 1900 r.